# Angela Okorie
Angela Okorie es una actriz y modelo nigeriana, ganadora en 2015 de los Premios City People Entertainment en la categoría de mejor actriz de reparto. La actriz ha participado en más de cien películas en su país entre 2009 y 2014.

## Biografía
Okorie inició su carrera en el cine de Nollywood en 2009 después de una década de modelaje para una empresa de productos de aseo personal. Su primera película fue Sincerity en 2009, producida y dirigida por Stanley Egbonini e Ifeanyi Ogbonna y protagonizada por Chigozie Atuanya, Nonso Diobi, Yemi Blaq y Oge Okoye. En 2014 el periódico Vanguard la describió como una de las "actrices más buscadas" de Nollywood, así como una "actriz popular" que interpreta papeles con facilidad por el periódico The Nation. En enero de ese mismo año ya contaba con más de ochenta participaciones en producciones cinematográficas de Nigeria.
En 2015 ganó el premio City People Entertainment a la mejor actriz de reparto en una película en inglés.

## Filmografía destacada
- Sincerity
- Secret Code
- Heart of a Widow
- Holy Serpent
- Royal Vampire
- Palace of Vampire